# Óscar Pareja
Óscar Pareja est un footballeur et entraîneur colombien né le 10 août 1968 à Medellín. Aujourd'hui entraineur d'Orlando City en MLS, il évoluait au poste de milieu de terrain à l'Independiente Medellín, au Deportivo Cali, au Revolution de la Nouvelle-Angleterre et au FC Dallas ainsi qu'en sélection colombienne.

## Biographie
Le 4 décembre 2019, Pareja est nommé entraîneur du Orlando City SC après une courte période en Liga MX.

## Palmarès

### En équipe nationale
- 11 sélections et 3 buts avec l'équipe de Colombie entre 1991 et 1996
- Quatrième de la Copa América 1991

### Avec le Deportivo Cali
- Vainqueur du Championnat de Colombie en 1996

### En tant qu'entraîneur
FC Dallas
- Vainqueur de la Coupe des États-Unis en 2016

 Orlando City
- Vainqueur de la Coupe des États-Unis en 2022